# Enajsti planet
Enajsti planet (COBISS) je drama Evalda Flisarja, izšla je leta 2006 v knjigi Drame pri KUD Sodobnost International. V knjigi so poleg Enajstega planeta natisnjene še Flisarjeve drame Kostanjeva krona, Jutri bo lepše, Kaj pa Leonardo?, Nimfa umre, Stric iz Amerike in Nora Nora.

## Vsebina
Drama prikazuje zgodbo treh klošarjev, ki živijo po nekih dogovorjenih pravilih. Na začetku drame želi Peter izmakniti knjigo Magdaleni, ta pa jo je že prej izmaknila Petru. Knjiga nosi naslov Enajsti planet in govori o tem, kako prebivalcem planeta vsakih pet tisoč let zmanjka mleka človeške dobrote, zato poiščejo peščico po srcu najboljših in po duši najčistejših ljudi ter jih odpeljejo na enajsti planet, kjer se sparijo z najlepšimi domačini in domačinkami. Na prvi pogled zabavna znanstvenofantastična knjiga o vesoljcih, ki vsakih 3.600 let obiščejo Zemljo in s seboj odpeljejo nekaj Zemljanov, Petru, Pavlu in Magdaleni vlije upanje, da nekaj vendarle lahko spremeni njihovo bedno življenje, pa četudi je to prihod vesoljcev.
Nato Pavel dobi nejasen in skrivnosten klic, ki sprašuje, če lahko potuje. Nastopi Peter, ki tokrat ni oblečen v klošarja, ampak v lepo obleko. Pavel in Magdalena to razumeta kot željo po spremembi statusa iz klošarja v bonkerja, kakor dosledno imenujejo meščansko družbo. Na koncu prvega dejanja pokličejo še Magdaleno in še enkrat Pavla, vendar pa noben od njiju noče izdati, kdo ju je klical, zato se drug drugemu zlažeta. Kljub temu da se globoko v sebi verjetno zavedajo jalovosti svojega početja, pa se trije »svetopisemski« junaki vendar lotijo priprav na vzpostavljanje stika z vesoljci z enajstega planeta. Pri tem si pomagajo s prenosnim telefonom, na papir pa zapisujejo koordinate poti, ki naj bi jih pripeljala do obljubljene dežele.
Drugo dejanje se začne s prepirom Petra in Pavla, nato pa se prikaže Magdalena oblečena v bonkerske cunje. Zavrne kračo, čeprav si jo je tako dolgo želela. Pavel odide, ko pa pride nazaj, pove, da je šel na sestanek z njimi. Povedali so mu, da odprava odpade, dokler ne prideta tudi ostala dva. Na koncu Peter, Pavel in Magdalena narišejo enajsti planet in raketo, v kateri vsi trije pobegnejo s tega sveta.